# 王田 (臺南市)
王田，是臺灣臺南市永康區的一個傳統地域名稱，位於該區東部偏北。相較於今日行政區，其範圍大致包括王行里南半部、龍潭里東部南側凸出部分。
本地區境內主要聚落為王田、五鬮厝、對面，設有龍潭國小。

## 歷史
台灣日治初期，王田地區為一街庄，稱為「王田庄」（舊制街庄），隸屬於廣儲西里。該庄昔日北與車行庄為鄰，東與唪口庄、洋仔庄為鄰，南邊為西勢庄，西邊為蜈蜞潭庄。
1901年（日治明治三十四年）11月11日，全台廢縣廳改設二十廳，該庄隸屬於臺南廳。1904年（明治三十七年）3月31日，該庄編入「廣儲區」，隸屬於臺南廳。1909年（明治四十二年）10月25日，全台合併二十廳為十二廳，廣儲區仍隸屬於臺南廳。1920年（大正九年）10月1日，全台地方制度大改正，廢十二廳改設五州二廳，該庄改制為「王田」大字，隸屬於臺南州新豐郡永康庄（新制街庄）。
戰後永康庄改制為永康鄉，隸屬於臺南縣，大字亦改制為村。1950年（民國39年）10月25日，雲、嘉、南分治，永康鄉仍隸屬於臺南縣。1993年（民國82年）5月1日，永康鄉升格為永康市，村亦改制為里。2010年（民國99年）12月25日，臺南縣、市合併為直轄臺南市，永康市改制為永康區。

## 聚落
本地區發展較早的聚落為王田、五鬮厝、對面、火燒店（已消失），在日治初期的官方地圖上已有記載。

## 交通
省道台20線是臺南至德高的幹道，其中部分路段稱為「南橫公路」（目前並未全線通車），經過本地區南部邊界地帶。由該道路西行可前往永康區永康市區、北區、中西區，並止於湯德章紀念公園圓環；東行可前往新化區、山上區南端、左鎮區、玉井區等地。
區道南141線是車行至西勢的道路，經過本地區王田、五鬮厝兩個聚落。
區道南143線是烏水橋至永康的道路，經過本地區西部邊界地帶南側的對面聚落西側。

## 學校
- 龍潭國小

## 產業
- 永康科技工業區